# Antigo cuneiforme persa

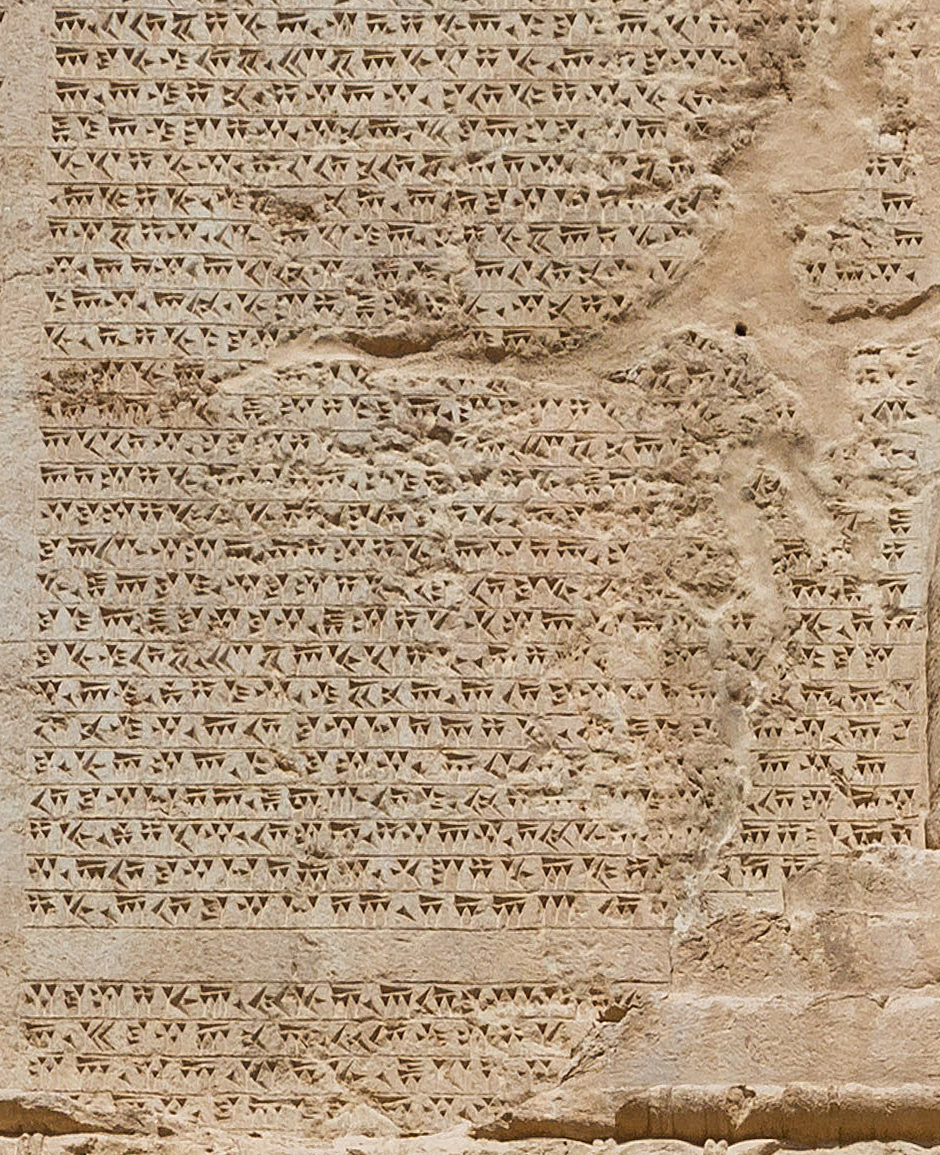
Tábua de argila antiga com caracteres e símbolos talhados.

O antigo cuneiforme persa é uma escrita cuneiforme semi-alfabética utilizada como principal forma de escrita para o idioma persa antigo.
Textos escritos neste tipo de cuneiforme foram encontrados em Persépolis, Susa, Hamadã, na Armênia e ao longo do canal de Suez. A maior parte deles eram inscrições do período de Dario, o Grande e seu filho, Xerxes I. Os reis posteriores, até a época de Artaxerxes III, usavam formas corrompidas da língua conhecida hoje em dia como "persa pré-médio".